# 同居人はひざ、時々、頭のうえ。
『同居人はひざ、時々、頭のうえ。』（どうきょにんはひざ ときどき あたまのうえ）は、みなつき原作、二ツ家あす作画による日本の漫画。2014年10月16日にフレックスコミックスのウェブコミック配信サイト『COMIC ポラリス』にて読み切りとして初掲載され、その後同サイトにて2015年6月4日より連載中。2024年12月時点で電子版を含めた累計発行部数は200万部を突破している。
極度の人見知りである作家の若い男性と、彼が拾った猫を中心とする物語を、ザッピング形式でそれぞれの視点から描写した構成が特徴。2017年には、『全国書店員が選んだおすすめコミック2017』で3位にランクインした。

## あらすじ
ミステリー作家の若い男性朏素晴は、両親の墓参りをしていた際に出会った野良猫から新作の着想を得て、その後も連載の参考とするために猫を家で飼い始める。素晴は、陽と名付けた猫が取る行動の意味を読み取るのに四苦八苦しつつも、陽との共同生活に楽しみを見出すようになる。一方、過酷な環境を生き抜いてきた陽も、自分に親切に接する素晴に心を開いていき、両者は少しずつ距離を近づけていく。

## 登場人物
声は特別記載がない限りはテレビアニメ版の声優。

### 主人公
朏素晴（みかづき すばる）
声 - 小野賢章、杉山里穂（小学生） / 高塚智人（2017年PV）
人間側の主人公。23歳にしてこぐま出版の小説誌「北極星」に連載をもつ新進気鋭のミステリー作家の若い男性で、ペンネームは「三日月」。1992年3月16日生まれ。一人称は「僕」。好物はインスタントスープと珈琲とチョコレート。小説の題材を模索していた際、たまたま遭遇した陽から新作のネタを思いつき、自宅で世話をするようになる。
幼いころから、両親以外の人間を創作や思考の邪魔になる存在として忌避しており、デビュー後も担当編集者の気遣いすら余計な干渉として跳ね除けてきた。しかし、陽と暮らすようになってからは外部との関わりが必然的に増えていき、大翔以外の対人関係に変化が生じていく。
陽（はる）
声 - 山崎はるか / 大空直美（2017年PV）
動物側の主人公。素晴が両親の墓の近くで拾った野良猫。黒と白のはちわれが特徴の雌の子猫で、世話焼きな性格。一人称は「私」。好物は缶詰に入ったやつ。名前は素晴が幼いころに読んでいた本から考案したもので、当初は後述の理由でご飯の合図と勘違いしていたが、はちから名前の概念を教わって以降は「自分だけの特別なもの」と認識している。
元々は母猫の飼い主に捨てられて、はちを含む多くの弟や妹たちと生活していた。しかし、弟や妹たちが人間に拾われたり鴉の襲撃にあったことで散り散りになり、最終的には1匹で孤独に生き延びていた。始めは素晴のことを食料や住処を提供してくれる物静かな弟分と認識し、特別な執着もなかったが、次第に自分が面倒を見なければいけないと感じ始め、家に居着くようになる。

### 主人公の関係者
河瀬篤（かわせ あつし）
声 - 下野紘 / 汐谷文康（2017年PV）
こぐま出版に勤務する素晴の担当編集者の若い男性。27歳。1987年10月22日生まれ。妻帯者。一人称は「僕」。好物は奥さんの手料理。おせっかい焼きで、素晴に邪険にされてもめげない性格の持ち主。大の猫好きで、陽に会いに素晴の家に訪れるほどだが、当の陽からは苦手意識を抱かれている。
矢坂大翔（やさか ひろと）
声 - 堀江瞬、長谷川育美（小学生）
大手外資系企業に勤務する素晴の幼馴染で、彼の数少ない友人の若い男性。23歳。1991年8月31日生まれ。一人称は「俺」。好物は好き嫌い無し。実家は素晴の家の3件隣。素晴とは対照的にオープンかつポジティブな性格で、引きこもりがちな素晴を案じて、帰省するたびに素晴のところに顔を出すことが多い。
押守なな（おうかみ なな）
声 - 安済知佳
素晴の家の近所にあるペットショップの店員の若い女性。21歳。1993年7月7日生まれ。一人称は「私」。好物は南瓜と栗の入ったお菓子。家でははちとろくを飼っている。陽を拾って日の浅い素晴と出会って以降、猫の飼い方について彼に助言をするようになる。弟の影響で素晴の小説を読んでおり、素晴のサイン会で彼が三日月であることを知る。
はち
声 - 村瀬歩
陽の弟である雄猫。陽と同じはちわれが特徴。陽が餌を探している間、兄妹と鴉に襲われていたところを一匹だけ逃げのび、ななに拾われる。一人称は「僕」。好物はななちゃんがくれるやつ全部。素晴がななの忘れ物を届けにいった際、素晴が連れてきていた陽と図らずも再会を果たす。
ろく
声 - 津田健次郎
はちより前からななの家に住む元野良猫の雄。一人称は「俺」。好物はおやつの鰹節。

押守優伍（おうかみ ゆうご）
声 - 中島ヨシキ
ななの弟。高校2年生の少年。素晴の小説のファン。1997年5月6日生まれ。一人称は「俺」。好物は肉料理。
獣医（じゅうい）
声⁻飛田展男
動物病院で働いてる中年の男性。
矢坂・父（やさかちち）
矢坂兄妹の父親の中年の男性。子供の頃に猫に襲われた過去を持つ為猫が苦手だが子猫と触れ合って猫に慣れた。
矢坂・母（やさかはは）
声⁻阿部里果
矢坂兄妹の母親の中年の女性。一人称は「私」。
矢坂渚（やさか なぎさ）
声 - 東城日沙子
大翔の妹。17歳。高校2年生の少女。1997年11月1日生まれ。一人称は「私」。好物はクッキー。素晴とは幼いころから面識があり、淡い思いを寄せている。
矢坂隼翔（やさか はやと）
声 - 小市眞琴
大翔と渚の弟。9歳。小学3年生の男児。2005年6月16日生まれ。一人称は「俺」。好物はチーズ入りハンバーグ。
矢坂鳴海（やさか なるみ）
声 - 松田利冴
隼翔の双子の妹で大翔と渚の妹。9歳。小学3年生の女児。2005年6月16日生まれ。一人称は「私」。春の同級生。好物はバニラアイスと渚の手作りおやつ。
矢坂海空（やさか みそら）
声 - 春野杏
大翔と渚と隼翔と鳴海の妹。3歳の女児。2011年12月17日生まれ。一人称は「私」。好物は桃。
陸（りく）
矢坂家で飼われてる雌の子猫。一人称は「私」。メンマとだんごとコジロウと兄弟姉妹。
秋元 春（あきもと はる）
声 - 南條愛乃
鳴海の同級生で、中華料理店「春来軒」の一人娘。9歳。小学3年生の女児。2005年4月25日生まれ。一人称は「私」。好物はお母さんの作る餃子とお父さんの作るラーメン。母親の奈津子（声 - 小島幸子）は野良猫時代の陽に餌を恵んだことがあり、その際に春の名前を連呼したため、陽は「ハル＝御飯がもらえる合図」と誤認していた。素晴の家に出前をしに来た際に陽と再会する。
メンマ
秋元家で飼われてる雌の子猫。一人称は「私」。
田辺苑子（たなべ そのこ）
声 - 神田みか
素晴の隣家に住む初老の女性。好物はかりんとう。
田辺・夫（たなべおっと）
田辺苑子の夫の初老の男性。
田辺・娘（たなべむすめ）
田辺苑子の娘。
タロウ
声 - 杉田智和
田辺に飼われてる雄の大型犬。一人称は「僕」。好物はキャベツ。
コジロウ
田辺家で飼われてる雄の子猫。一人称は「俺」。好物は煮干し。
陽の弟
声⁻小林可奈
一人称は「僕」。鴉に襲われて死亡した。好物はお姉ちゃんと食べた缶詰のやつ。
はやて
声⁻久保田梨沙
陽の弟。一人称は「僕」。公園で新しい飼い主に拾われて飼われてる。好物は鮪。
こまち
声⁻薄井友里
陽の妹。一人称は「私」。公園で新しい飼い主に拾われて飼われてる。好物は鮪。
トラ姉さん
声 - 豊口めぐみ
陽が野良猫時代に世話になった雌の茶虎猫。一人称は「アタシ」。好物は好き嫌いは言ってられない。
クロ
声 - 小野大輔
陽が野良猫時代に世話になった雄の黒猫。一人称は「俺」。好物は食えるもの。
香川とし（かがわとし）
レオの飼い主の男性。一人称は「僕」。
香川結衣（かがわゆい）
としの妻の若い女性。一人称は「私」。
レオ
声⁻五十嵐裕美
香川家で飼われてる雄の白猫。一人称は「俺」。好物はチーズ。
素晴の父母
声 - 小上裕通（父・和宏）、大原さやか（母・佐保）
交通事故により物語開始時点で故人。幽霊として朏家に現れ、素晴を守ろうとする陽にお礼を言って去って行く。
日高誠二（ひだかせいじ）
きなこの飼い主の高齢男性。一人称は「私」。好物はアンコ、甘いもの。
日高幸代（ひだかさちよ）
誠二の妻の高齢女性。好物は豆腐。
きなこ
日高家で飼われてる雌の柴犬。一人称は「ウチ」。好物は林檎。
あんこ
日高家で飼われてた雌猫。寿命で死んだ。好物は鶏のささ身
だんご
日高家で飼われてる雄の子猫。一人称は「僕」。好物は鶏のささ身
潮丸（しおまる）
素晴と河瀬の旅行先で飼われてる看板猫。

## 書誌情報
- みなつき（原作）・二ツ家あす（作画） 『同居人はひざ、時々、頭のうえ。』 フレックスコミックス〈ポラリスCOMICS〉、既刊11巻（2024年12月13日現在）
  1. 2015年10月25日発行（2015年10月15日発売）、ISBN 978-4-86675-963-0
  2. 2016年6月25日発行（2016年6月15日発売）、ISBN 978-4-86675-972-2
  3. 2017年2月25日発行（2017年2月15日発売）、ISBN 978-4-86675-981-4
    - 限定版 ISBN 978-4-593-88139-0

  4. 2018年1月25日発行（同日発売）、ISBN 978-4-86675-993-7
    - 限定版 ISBN 978-4-593-88140-6

  5. 2018年12月25日発行（2018年12月15日発売）、ISBN 978-4-86675-040-8
  6. 2019年12月25日発行（2019年12月12日発売）、ISBN 978-4-86675-087-3
  7. 2020年12月25日発行（2020年12月15日発売）、ISBN 978-4-86675-132-0
  8. 2021年12月25日発行（2021年12月15日発売）、ISBN 978-4-86675-182-5
  9. 2022年12月25日発行（2022年12月15日発売）、ISBN 978-4-86675-258-7
  10. 2023年12月25日発行（2023年12月15日発売）、ISBN 978-4-86675-328-7
  11. 2024年12月13日発売、ISBN 978-4-86675-398-0

## テレビアニメ
2019年1月から3月までAT-Xほかにて放送された。
基本的に、Aパート（前半部分）では素晴（すばる）ほか人間側のストーリー構成（視点および行動）となっており、同様にBパート（後半部分）ではストーリーの進行は全く同じ状況であるものの陽（はる）ほか動物側からの構成となっている。ただし、第9話は動物側からのAパートとなっている。
エンドカードには、放送前に一般募集した猫の写真が用いられている。「保護猫インスタグラマー」として知られる猫のすずめが応援隊長に就任した。

### スタッフ
- 原作 - みなつき[5]
- 漫画 - 二ツ家あす[5]
- 監督 - 鈴木薫[5]
- シリーズ構成 - 赤尾でこ[5]
- キャラクターデザイン・総作画監督 - 北尾勝[5]
- 総作画監督 - 中原清隆
- サブキャラクターデザイン・プロップデザイン - 西野美沙樹[5]
- 美術監督 - 合六弘[5]
- 美術設定 - 袈裟丸絵美
- カラーディレクター - 古川篤史
- 色彩設計 - 辻田邦夫[5]
- 撮影監督 - 國重元宏[5]
- 編集 - 宇都宮正記[5]
- 音響監督 - 納谷僚介[5]
- 音響制作 - スタジオマウス[5]
- 音楽 - コトリンゴ[5]
- 音楽制作 - エイベックス・ピクチャーズ[5]
- プロデューサー - 日野亮、髙橋和彰、野淵大輔、塩谷佳之、飯塚彩、梅田和沙、相島豪太、鈴木良兵、大和田智之、馬場楊子
- アニメーションプロデューサー - 大林卓司
- アニメーション制作 - ゼロジー[5]
- 製作 - ひざうえ製作委員会[5]

### 主題歌
「アンノウンワールド」
Schrödinger's Cat adding コトリンゴによるオープニングテーマ。作詞・作曲・編曲はカンザキイオリ。
「君のとなり わたしの場所」
南條愛乃によるエンディングテーマ。作詞は南條、作曲・編曲は奥華子。

### 各話リスト
| 話数   | サブタイトル     | 脚本     | 絵コンテ | 演出           | 作画監督                                                     |
| ------ | ---------------- | -------- | -------- | -------------- | ------------------------------------------------------------ |
| 第1話  | 未知との遭遇     | 赤尾でこ | 鈴木薫   | 鈴木薫         | 北村友幸 桜井正明                                            |
| 第2話  | 君を呼ぶ         | 赤尾でこ | 佐山聖子 | 岩永大慈       | 中山正恵 桑原寿弥                                            |
| 第3話  | 君に触れる       | 赤尾でこ | 沖田宮奈 | 駒屋健一郎     | 河西睦月 北原章雄                                            |
| 第4話  | 君のため         | 福田裕子 | 安田好孝 | 喜多幡徹       | 藤田正幸 本田創一                                            |
| 第5話  | 君に伝えたいこと | 赤尾でこ | 佐山聖子 | 東亮佑         | 徳田拓也 萩原省智 辻浩樹 櫻井拓朗 つしまゆりか Zearth Sato   |
| 第6話  | つながるものの   | 和場明子 | 倉谷涼一 | 倉谷涼一       | 桜井正明 星野守 安田好孝 中原清隆 山口光紀 常盤健太郎        |
| 第7話  | 御せぬ君たち     | 福田裕子 | 沖田宮奈 | 川奈可奈       | 飯塚葉子 佐藤桂 鳥山冬美 横田和彦 牛島勇二 山下敏成          |
| 第8話  | 君がいるから     | 赤尾でこ | 佐山聖子 | 宇都宮正記     | 石橋友紀恵 徳田夢之介 中山正恵                               |
| 第9話  | 君にさしだす     | 福田裕子 | 安田好孝 | 大西健太       | 永田義敬 谷津美弥子 星野守                                   |
| 第10話 | いっしょごはん   | 和場明子 | 岩永大慈 | 岩永大慈       | Kim Ginam 河西睦月 横田和彦 三浦かおる                       |
| 第11話 | 巡る想い         | 赤尾でこ | 佐山聖子 | たかたまさひろ | 本田創一 藤田正幸 北山芳規 油布京子 平山寛菜 近藤沙紀 柏淳志 |
| 第12話 | 君と僕と         | 赤尾でこ | 西森彰   | 鈴木薫         | 牛島勇二 谷津美弥子 西野美沙樹 山下敏成 横田和彦             |

### 放送局
| 放送期間                | 放送時間                     | 放送局         | 対象地域   | 備考                                 |
| ----------------------- | ---------------------------- | -------------- | ---------- | ------------------------------------ |
| 2019年1月9日 - 3月27日  | 水曜 23:30 - 木曜 0:00       | AT-X           | 日本全域   | 製作参加 / CS放送 / リピート放送あり |
| 2019年1月10日 - 3月28日 | 木曜 2:20 - 2:50（水曜深夜） | 朝日放送テレビ | 近畿広域圏 | 『水曜アニメ〈水もん〉』第1部        |
| 2019年1月11日 - 3月29日 | 金曜 0:00 - 0:30（木曜深夜） | TOKYO MX       | 東京都     | 製作参加                             |
|                         | 金曜 0:30 - 1:00（木曜深夜） | BS11           | 日本全域   | 製作参加 / BS放送 / 『ANIME+』枠     |

| 配信開始日    | 配信時間        | 配信サイト |
| ------------- | --------------- | --- |
| 2019年1月11日 | 金曜 1:00 更新  | dTV GYAO! |
|               | 金曜 12:00 更新 | dアニメストア Rakuten TV ビデオマーケット DMM.com music.jp HAPPY!動画 ムービーフルPlus                          |
|               | 金曜 19:00 更新 | TSUTAYA TV |
| 2019年1月12日 | 土曜 0:00 更新  | ビデオパス J:COMオンデマンド milplus                                                                            |
| 2019年1月14日 | 月曜 0:00 更新  | アニメ放題 U-NEXT バンダイチャンネル あにてれ ニコニコチャンネル スカパー！アニメセット for Prime Video AbemaTV |

### BD / DVD
| 巻 | 発売日        | 収録話         | 規格品番  | 規格品番  |
| 巻 | 発売日        | 収録話         | BD限定版  | DVD限定版 |
| -- | ------------- | -------------- | --------- | --------- |
| 1  | 2019年3月22日 | 第1話 - 第4話  | GNXA-7391 | GNBA-8141 |
| 2  | 2019年4月26日 | 第5話 - 第8話  | GNXA-7392 | GNBA-8142 |
| 3  | 2019年5月24日 | 第9話 - 第12話 | GNXA-7393 | GNBA-8143 |